# Simeão I da Bulgária
Simeão I, o Grande (em búlgaro: Симеон I Велики; romaniz.: Simeon I Veliki), também chamado de Simão, governou a Bulgária entre 893 e 927. Suas campanhas vitoriosas contra os bizantinos, magiares e sérvios levaram seu país à maior expansão territorial de sua história e fizeram dele o mais poderoso país da Europa Oriental na época. Seu reinado foi também um período de inigualável prosperidade cultural e que foi considerado posteriormente como uma era de ouro da cultura búlgara.
Durante o governo de Simeão, o território búlgaro se estendia entre os mares Egeu, Adriático e Negro e sua nova capital, Preslava, rivalizava com Constantinopla. A recém-fundada e independente Igreja Ortodoxa Búlgara se tornou o primeiro patriarcado fora da Pentarquia e as traduções glagolíticas búlgaras de textos cristãos se espalharam por entre os povos eslavos da época. Na segunda metade de seu reinado, Simeão assumiu o título de "imperador" (czar). Até então, ele se intitulava "príncipe" (knyaz).

## Biografia

### Primeiros anos
Simeão nasceu em 864 ou 865 e era o terceiro filho do príncipe Bóris I da dinastia de Crum. Devido a seu pai ter cristianizado a Bulgária em 865, Simeão nasceu e permaneceu cristão por toda a vida. Tendo nomeado o seu filho mais velho, Vladimir, como seu herdeiro aparente ao trono búlgaro, Bóris queria que Simeão se tornasse um clérigo de alta patente, talvez o arcebispo da Bulgária, e, com este objetivo, enviou-o aos treze anos à Universidade de Constantinopla para que recebesse uma educação teológica. Ele adotou o nome de Simeão durante seu noviciado num mosteiro na capital imperial. Na década seguinte (c. 878–888), ele recebeu uma excelente educação e estudou a retórica de Demóstenes e Aristóteles. Ele também aprendeu a falar fluentemente o grego a ponto de ser chamado de "o meio-grego" nas crônicas bizantinas. Especula-se se ele teria sido tutorado pelo patriarca Fócio, algo que não é possível de ser comprovado em nenhuma fonte conhecida.
| “ | Pois quem poderia ter antecipado que Simeão, que, pela sua grande sabedoria, pelo grande favorecimento divino que recebeu do céu, lideraria a nação búlgara às alturas da glória, que mais do que qualquer outro detesta velhacarias, que honra a justiça, que abomina a injustiça, que está acima de todos os prazeres sensuais... | ” |
|   | — Cartas do patriarca Nicolau I Místico a Simeão. |   |

Por volta de 888, Simeão retornou à Bulgária e se assentou no recém-fundado mosteiro real de Preslava "na foz do Ticha", onde, sob a supervisão de Naum de Preslava, ele se dedicou à tradução de importantes obras religiosas do grego ao antigo eslavônico eclesiástico (búlgaro antigo) juntamente com outros estudantes de Constantinopla. Enquanto isso, Vladimir ascendeu ao trono depois que Bóris se retirou para um mosteiro. Ele tentou reintroduzir o tengriismo no império e provavelmente firmou um pacto contra os bizantinos com Arnulfo da Caríntia, forçando Bóris a sair de seu retiro. Simeão recebeu o trono depois que Bóris depôs Vladimir e ordenou que ele fosse preso e cegado. Sua ascensão foi confirmada numa assembleia em Preslava que também proclamou o búlgaro como a única língua oficial do estado e da Igreja. e mudou a capital de Plisca para Preslava para consolidar a conversão do país ao cristianismo. Não se sabe por que Bóris não colocou seu segundo filho, Gabriel (Gavril), no trono em vez de Simeão.

### Guerra comercial contra o Império Bizantino e as invasões magiares

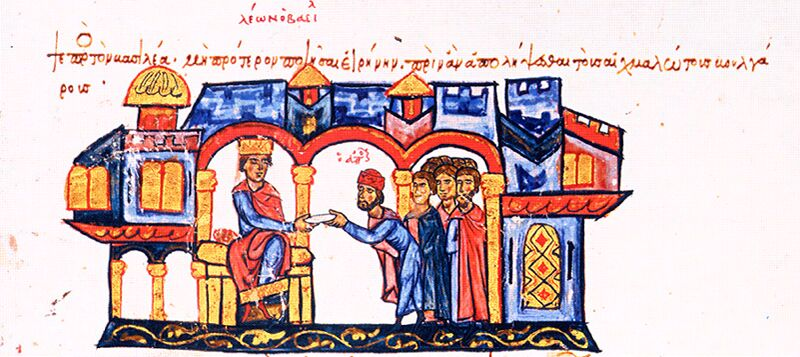
Delegação búlgara a
Iluminura do Escilitzes de Madri

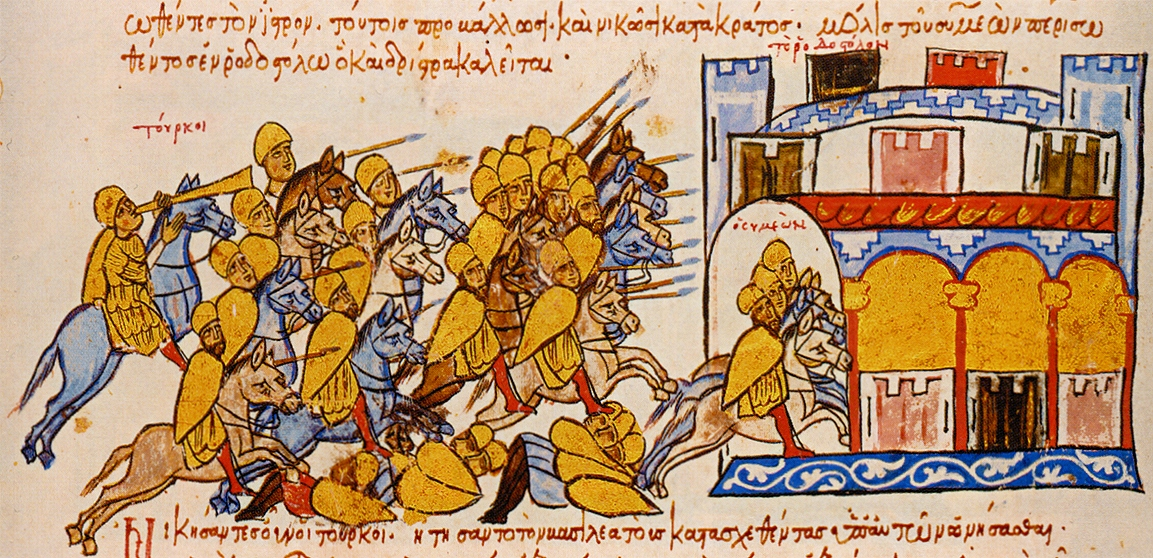
Magiares seguem Simeão a Dorostolo
Iluminura no Escilitzes de Madrid

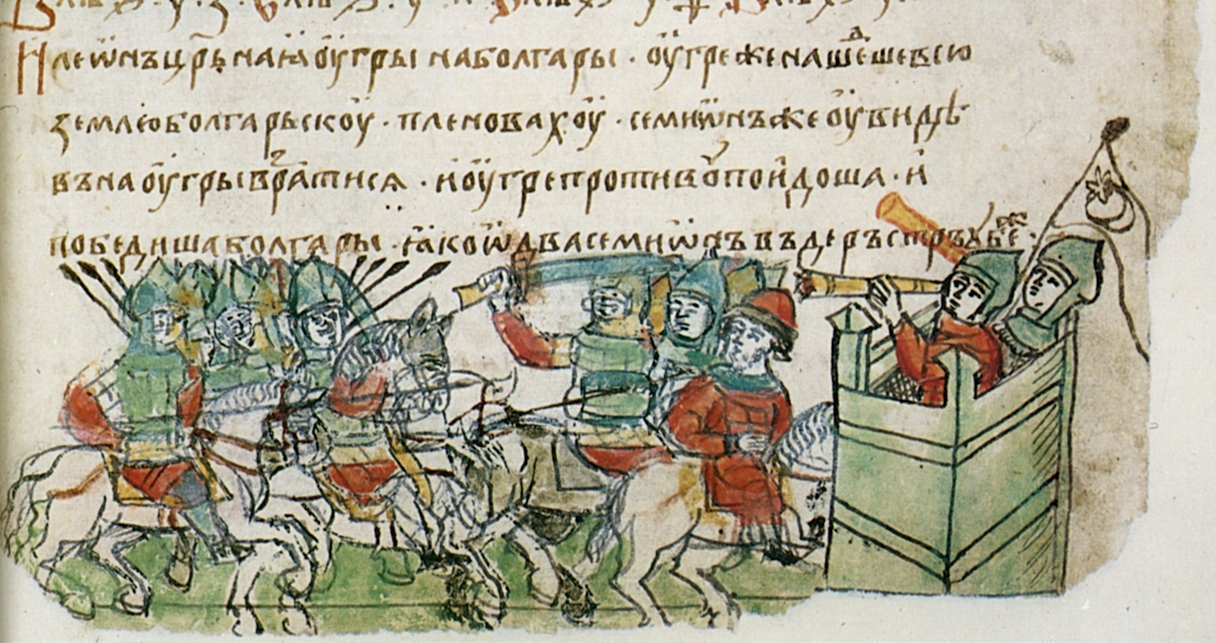
Magiares obrigam Simeão a recuar para Drastar em 894
Iluminura na Crônica de Radzivill

Com Simeão no trono, a longa paz com os bizantinos firmada por seu pai estava prestes a acabar. Um conflito irrompeu quando o imperador Leão VI, o Sábio, supostamente agindo sob pressão de sua amante Zoé Zautsina e do pai dela, Estiliano Zautzes, mudou o mercado aos bens búlgaros de Constantinopla para Salonica, onde os comerciantes búlgaros eram obrigados a pagar pesados impostos. Eles procuraram a ajuda de Simeão, que reclamou com Leão e foi completamente ignorado.
No outono de 894, Simeão invadiu o Império Bizantino a partir do norte e encontrou pouca resistência pois as tropas bizantinas estava concentradas na Anatólia oriental para conter as invasões árabes. Informado da ofensiva búlgara, o surpreso Leão enviou um exército composto de guardas e outras unidades militares que conseguiu juntar na capital para conter Simeão, mas foi completamente destruído em algum lugar do Tema da Macedônia. Os búlgaros prenderam a maior parte dos guardas, que eram mercenários cazares, e assassinaram muitos arcontes, incluindo o general. Porém, Simeão teve que recuar apressadamente para enfrentar uma invasão dos magiares no norte da Bulgária. Estes eventos foram posteriormente chamados de "a primeira guerra comercial na Europa medieval" por historiadores búlgaros.
Incapaz de responder de forma efetiva à campanha búlgara por causa do posicionamento de suas tropas, os bizantinos convenceram os magiares a atacarem a Bulgária prometendo-lhes a ajuda da marinha bizantina na travessia do Danúbio. Leão VI pode também ter firmado um acordo com Arnulfo para assegurar que os francos não apoiariam Simeão contra os magiares. Além disso, o talentoso general Nicéforo Focas foi chamado de volta do sul da Itália para liderar um outro exército em 895 cuja intenção era apenas impressionar os búlgaros. Simeão, sem saber da ameaça ao norte, foi ao encontro das forças de Focas, mas os dois exércitos não chegaram a se enfrentar. Em vez disso, os bizantinos ofereceram a paz, informando Simeão sobre os ataques por terra e por mar bizantinos, mas deixando de fora propositalmente o planejado ataque magiar. Simeão, desconfiado, prendeu o emissário bizantino e ordenou que a rota utilizada pela marinha bizantina para chegar ao Danúbio fosse bloqueada com cordas e correntes até que ele pudesse lidar com as forças de Nicéforo Focas.
Apesar dos problemas provocados por este bloqueio, os bizantinos conseguiram ajudar os magiares, liderados pelo filho de Arpades, Liuntica, em sua travessia do Danúbio, provavelmente em algum lugar perto da moderna cidade de Galaţi, e os ajudaram a pilhar as terras búlgaras. Ao saber da invasão, Simeão marchou ao norte deixando algumas tropas no sul para prevenir um possível ataque de Focas. Os dois encontros de Simeão com o inimigo em Dobruja Setentrional resultaram em vitórias magiares e ele foi forçado a recuar para Drastar. Depois de pilhar a maior parte da Bulgária e chegar às portas de Preslava, os magiares voltaram para casa, mas não antes de Simeão ter concluído um armistício com Bizâncio no verão de 895. A paz ainda teria que esperar, pois Leão VI queria que os prisioneiros bizantinos da guerra comercial fossem soltos.

### Campanha contra os magiares e novas guerras contra os bizantinos

Guerras de Simeão I. Em laranja escuro, o território búlgaro em 893, ano da ascensão de Simeão. Em laranja claro, suas conquistas.
Clique na imagem para ampliar

Tendo lidado com a pressão dos magiares e dos bizantinos, Simeão estava agora livre para planejar uma campanha retaliatória contra os magiares. Ele negociou a criação de uma força conjunta com os vizinhos orientais dos magiares, os pechenegues, e aprisionaram o enviado bizantino Leão Querosfactes (Choerosfactes) para atrasar a soltura dos prisioneiros até depois da campanha, o que lhe permitiria negociar a paz em condições melhores. Em uma troca de correspondência com o enviado, Simeão se recusou a soltar os prisioneiros e ridicularizou as habilidades astrológicas de Leão VI
Utilizando-se da invasão magiar às terras eslavas vizinhas em 896 como casus belli, Simeão finalmente marchou contra os magiares juntamente com seus novos aliados pechenegues em 896, derrotando-os completamente na Batalha do Buh Meridional. Os magiares foram forçados a abandonar Etelköz para sempre e se mudaram à Panônia. Depois desta vitória, Simeão finalmente soltou os prisioneiros bizantinos em troca dos búlgaros capturados em 895.
Alegando que nem todos os prisioneiros haviam sido soltos Simeão invadiu novamente o Império Bizantino no verão de 896 e marchou diretamente para Constantinopla. Na Trácia bizantina, Simeão teve que enfrentar um exército bizantino juntado às pressas que aniquilou na Batalha de Bulgarófigo (perto da moderna Babaeski, na Turquia) Numa medida desesperada, Leão VI armou prisioneiros árabes e os enviou para lutar contra os búlgaros e conseguiu assim levantar o cerco à capital A guerra terminou com um tratado de paz que perduraria até a morte de Leão VI em 912 cujos termos obrigavam Bizâncio a pagar um tributo anual aos búlgaros. O tratado também obrigava os bizantinos a cederem a área entre o mar Negro e Istranca ao Império Búlgaro. Neste período, Simeão também conseguiu impor sua autoridade sobre a Sérvia e, em troca, reconheceu o Pedro da Sérvia como príncipe.
Contudo, Simeão frequentemente violava os termos do tratado, atacando e conquistando territórios bizantinos em diversas ocasiões, como em 904, quando o general bizantino renegado Leão de Trípoli e seus árabes se aproveitaram da confusão provada pelos raides búlgaros para lançar uma campanha marítima e tomar Salonica. Depois de os árabes terem saqueado a cidade, Salonica se tornou um alvo fácil não somente à Bulgária, mas também aos vizinhos eslavos. Para dissuadir Simeão de capturar a cidade e povoá-la com eslavos, Leão VI foi forçado a fazer novas concessões territoriais aos búlgaros na região da Macedônia: todas as terras habitadas pelos eslavos ali e na Albânia foram cedidas aos búlgaros e a fronteira foi traçada a apenas 20 quilômetros de Salonica.

### Reconhecimento como imperador

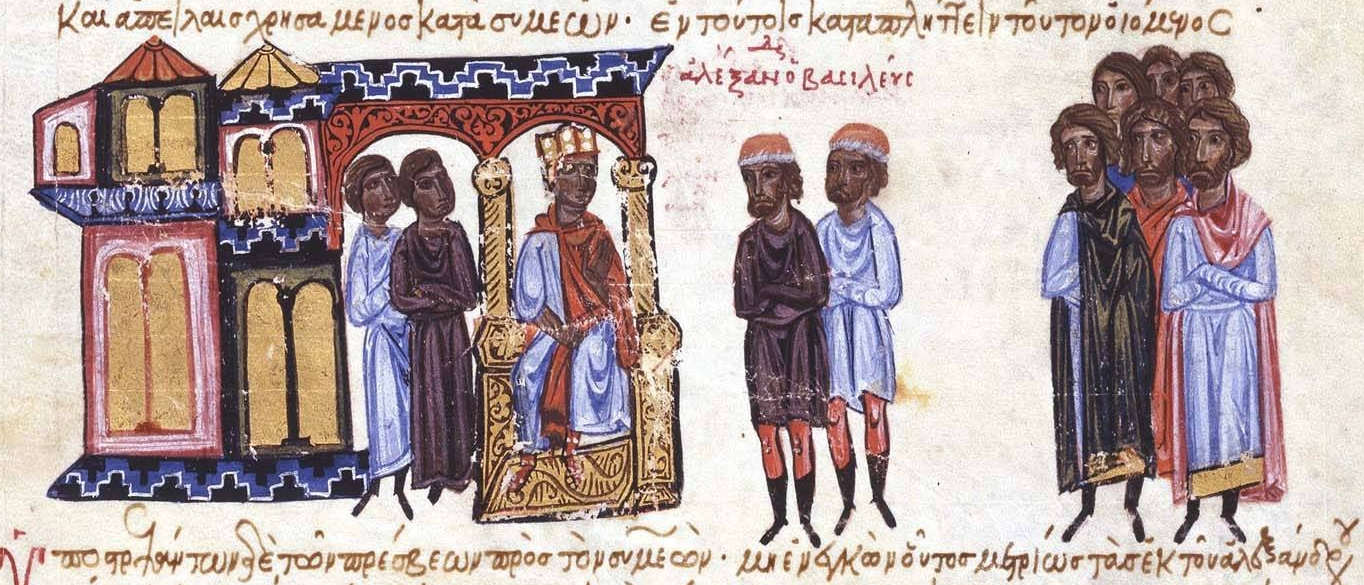
Alexandre recebe emissários búlgaros
Iluminura no Escilitzes de Madri

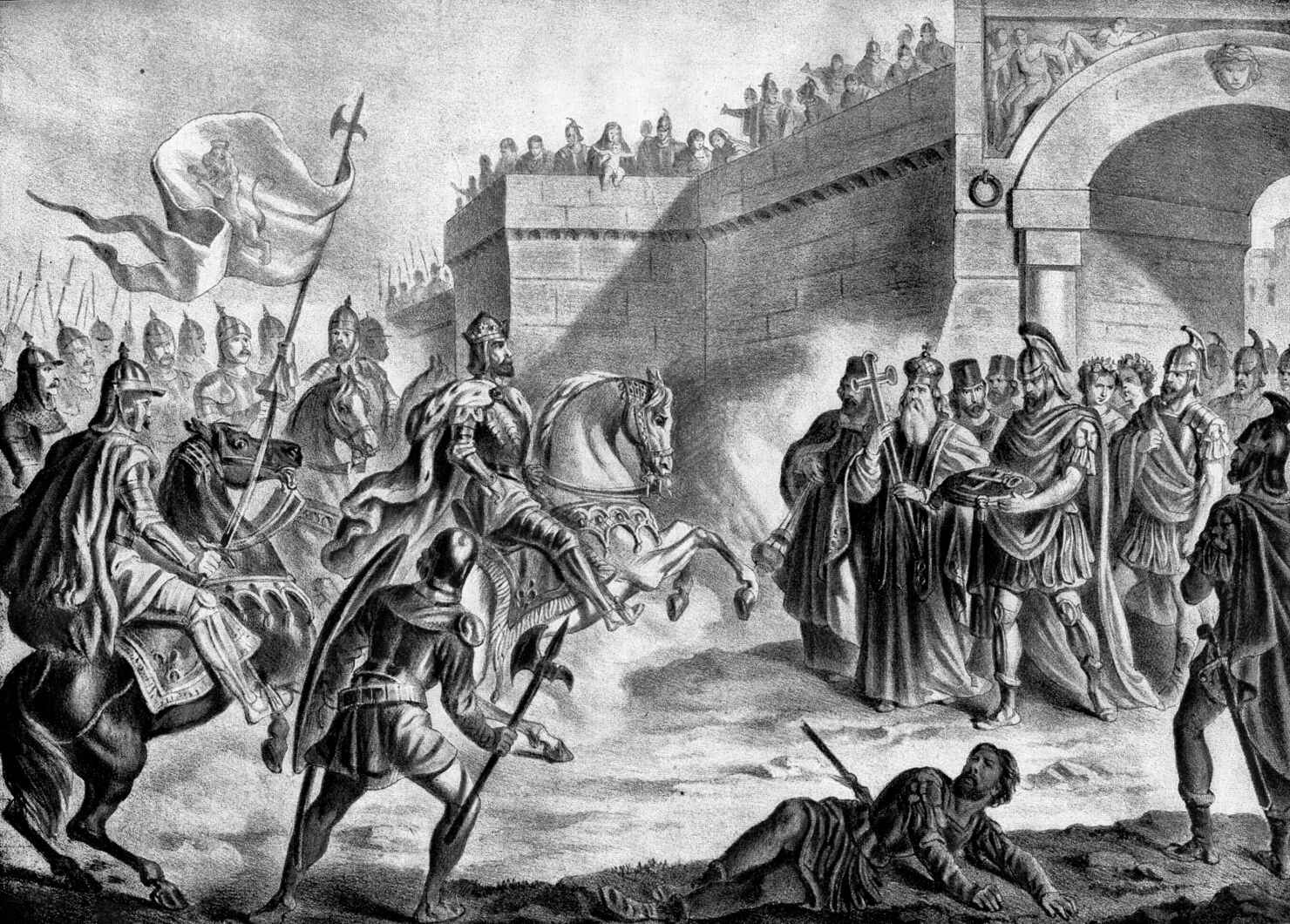
Simeão diante as portas de Constantinopla

| “ | Simeão era o Carlos Magno búlgaro, mas era mais instruído que o nosso Carlos, o Grande, e muito maior que ele, pois lançou as fundações da literatura que pertencia ao povo. | ” |
|   | — Alfred Nicolas Rambaud, historiador francês.. |   |

A morte de Leão VI em 11 de maio de 912 e a ascensão de seu filho pequeno Constantino VII sob a tutela de seu tio Alexandre — que expulsou Zoé Carbonopsina, a mãe do garoto e quarta esposa de Leão, do palácio — constituiu uma grande oportunidade para Simeão tentar outra campanha contra Constantinopla. Na primavera de 913, os enviados de Simeão que haviam chegado à capital para renovar a paz de 896 foram expulsos por Alexandre, que se recusou a pagar o tributo anual e recomendou a Simeão que se preparasse à guerra. Antes que Simeão pudesse atacar, Alexandre morreu (em 6 de junho de 913), deixando o império nas mãos de uma regência liderada pelo patriarca de Constantinopla Nicolau I Místico. Muitos dos habitantes de Constantinopla não reconheciam o jovem imperador e preferiam o pretendente Constantino Ducas, uma situação que, exacerbada por revoltas no sul da Itália e a planejada invasão árabe da Anatólia oriental, só ajudava Simeão. Nicolau tentou desencorajar Simeão de sua planejada invasão numa longa série de cartas, mas mesmo assim o líder búlgaro atacou em grande força  em julho ou agosto de 913, chegando às portas de Constantinopla sem enfrentar resistência e cercando-a novamente.
A anarquia na capital cessou depois que Constantino Ducas foi assassinado e a a recuperação da ordem na capital obrigou Simeão a levantar o cerco e iniciar as negociações de paz. As difíceis negociações resultaram no pagamento dos tributos atrasados, numa promessa de que Constantino VII se casaria com uma das filhas de Simeão e, mais importante, no reconhecimento oficial de Simeão como "imperador dos búlgaros" pelo patriarca Nicolau no Palácio de Blaquerna.

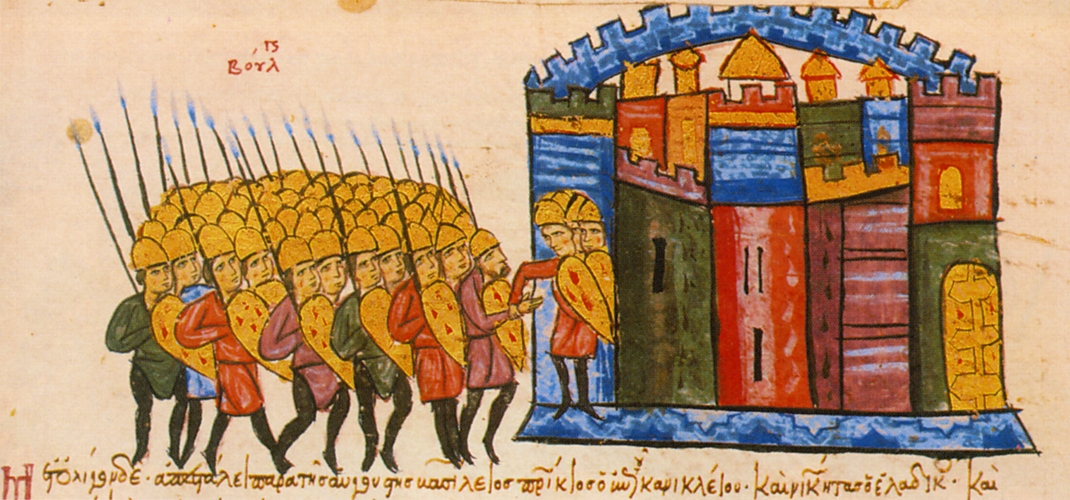
Captura de Adrianópolis em 914.
Iluminura no Escilitzes de Madri

Logo depois da visita de Simeão a Constantinopla, a mãe de Constantino, Zoé, retornou à corte por insistência do jovem imperador e imediatamente começou a eliminar os regentes. Através de um complô, ela conseguiu assumir o poder em fevereiro de 914 — praticamente removendo Nicolau do governo — e começou a desautorizar e obscurecer o reconhecimento do título imperial de Simeão. Adicionalmente, ela também cancelou o planejado casamento de seu filho com a filha do cã. Simeão invadiu a Trácia novamente no verão de 914 e capturou Adrianópolis. Zoé apressou-se a enviar-lhe numerosos presentes para tentar se reconciliar e conseguiu convencê-lo a devolver a cidade e a recuar. Nos anos seguintes, as forças de Simeão continuaram atuando nas províncias bizantinas a noroeste, perto de Dirráquio e Salonica, mas não houve nova campanha contra Constantinopla.

### Vitórias em Anquíalo e Catasirtas

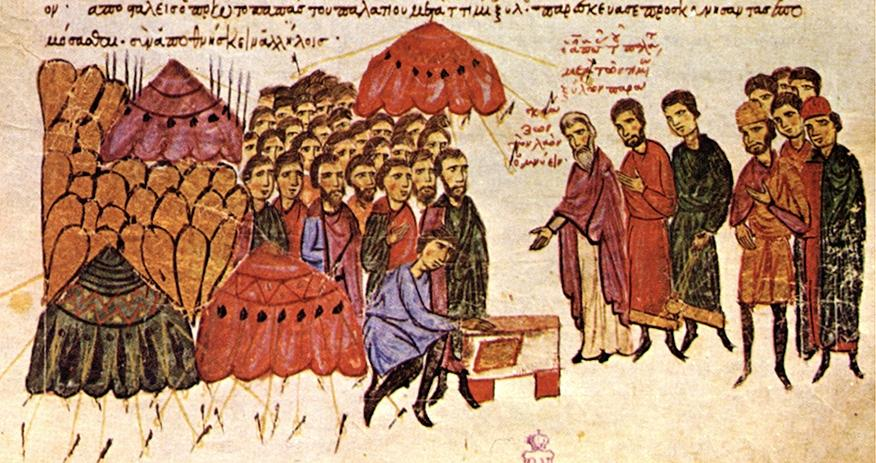
Exército bizantino fazendo juramente antes da Batalha de Anquíalo em 917. Iluminura do Escilitzes de Madri

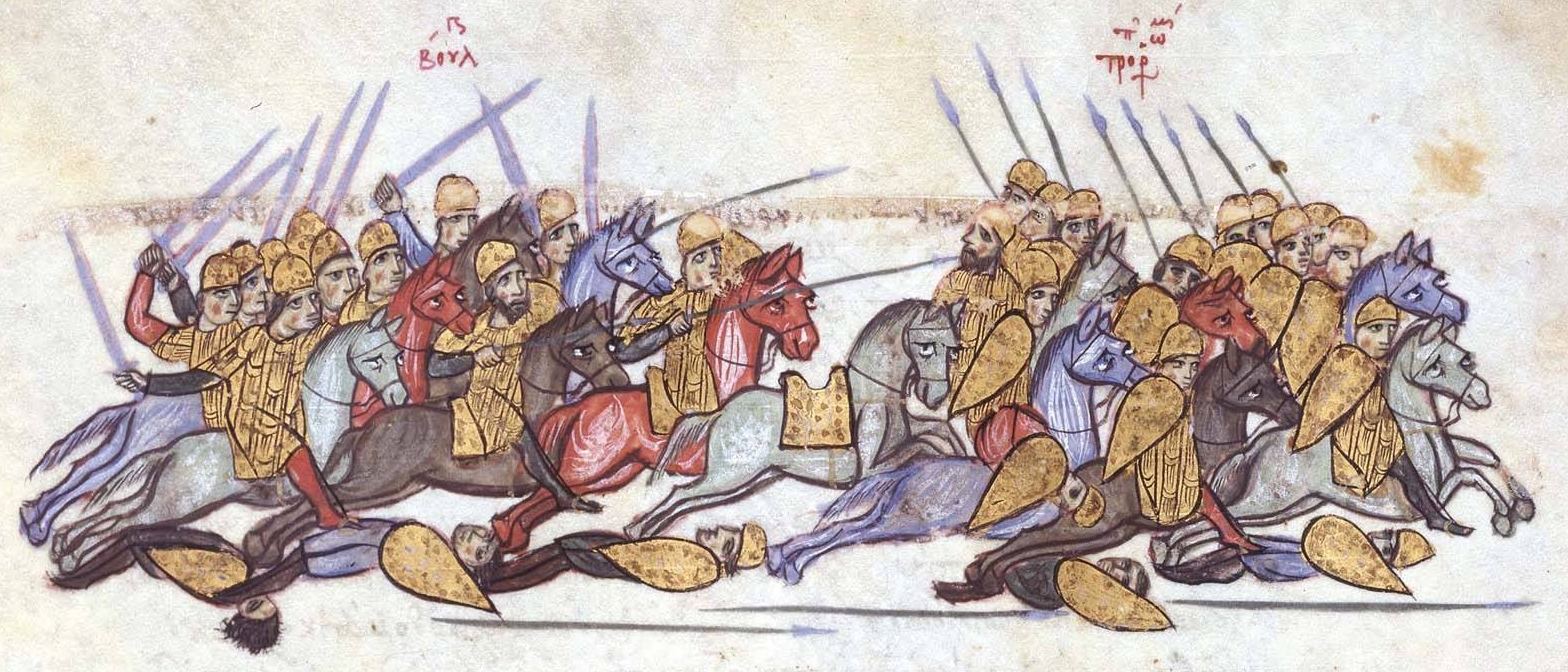
Búlgaros derrotam os bizantinos em Anquíalo. Iluminura do Escilitzes de Madri

Em 917, Simeão estava se preparando a outra guerra contra o Império Bizantino. Ele tentou criar uma aliança com os pechenegues, mas seus emissários não conseguiram competir com os recursos financeiros dos bizantinos, que armaram uma grande campanha contra a Bulgária tentando inclusive convencer o príncipe da Sérvia Pedro a participar do ataque com o apoio dos magiares.
No mesmo ano, um poderoso exército bizantino liderado por Leão Focas, o Velho, filho de Nicéforo Focas, o Velho, invadiu a Bulgária num ataque coordenado com a marinha bizantina comandada por Romano Lecapeno. A caminho de Mesembria, onde deveria se encontrar com reforços que estavam sendo transportados pela marinha, as forças de Focas acamparam perto do rio Aqueloo, não muito distante do porto de Anquíalo (Pomorie). Quando soube da invasão, Simeão marchou imediatamente para interceptar os bizantinos e os atacou a partir das colinas próximas, pegando-os de surpresa. A Batalha de Anquíalo, travada em 20 de agosto, foi uma das maiores da história medieval e terminou numa decisiva vitória búlgara. Apesar de Focas ter conseguido escapar para Mesembria, a maior parte de seus comandantes foi morta. Décadas depois, Leão, o Diácono, escreveria que "pilhas de ossos ainda podem ser vistas hoje em dia no rio Aqueloo, onde um exército bizantino foi destruído de forma infame".
O planejado ataque dos pechenegues pelo norte também fracassou pois eles discutiram com o almirante Lecapeno e ele acabou se recusando a transportá-los na travessia do Danúbio. Os magiares e os sérvios também não entraram na guerra: os primeiros estavam ocupados com seus aliados francos na Europa ocidental e os sérvios estavam relutantes por que Miguel de Zaclúmia, um aliado da Bulgária, havia avisado Simeão do plano.
O exército de Simeão continuou a campanha depois da vitória em Anquíalo e logo conseguiu outra vitória. A força búlgara enviada para perseguir o que havia sobrado das forças bizantinas se aproximou de Constantinopla e enfrentou novamente Leão Focas, que havia conseguido voltar ao território bizantino, perto da vila de Catasirtas, nas redondezas da capital. As forças búlgaras atacaram e conseguiram novamente derrotar os bizantinos, destruindo suas últimas unidades antes de retornarem à Bulgária.

### Revolta sérvia e as campanhas finais contra os bizantinos
Logo depois da campanha, Simeão se voltou contra o príncipe sérvio Pedro por ele ter tentado traí-lo ao se aliar com os bizantinos. O cã enviou um exército liderado por dois de seus comandantes, Teodoro Sigritzes e Marmais, à Sérvia. Os dois conseguiram convencer Pedro a participar pessoalmente de um encontro no qual ele foi capturado e enviado à Bulgária, onde morreu numa masmorra. Simeão colocou Paulo, que estava exilado na Bulgária, no trono sérvio, recuperando assim o controle da região por um tempo.
Enquanto isso, os fracassos militares bizantinos provocaram uma nova troca de governo em Constantinopla: o almirante Romano Lecapeno substituiu Zoé como regente do pequeno Constantino VII em 919, forçando-a entrar para um convento. Romano obrigou o garoto a se casar com sua filha, Helena, e se auto-proclamou co-imperador em dezembro de 920, assumindo de facto o controle do império frustrando novamente o plano de Simeão.

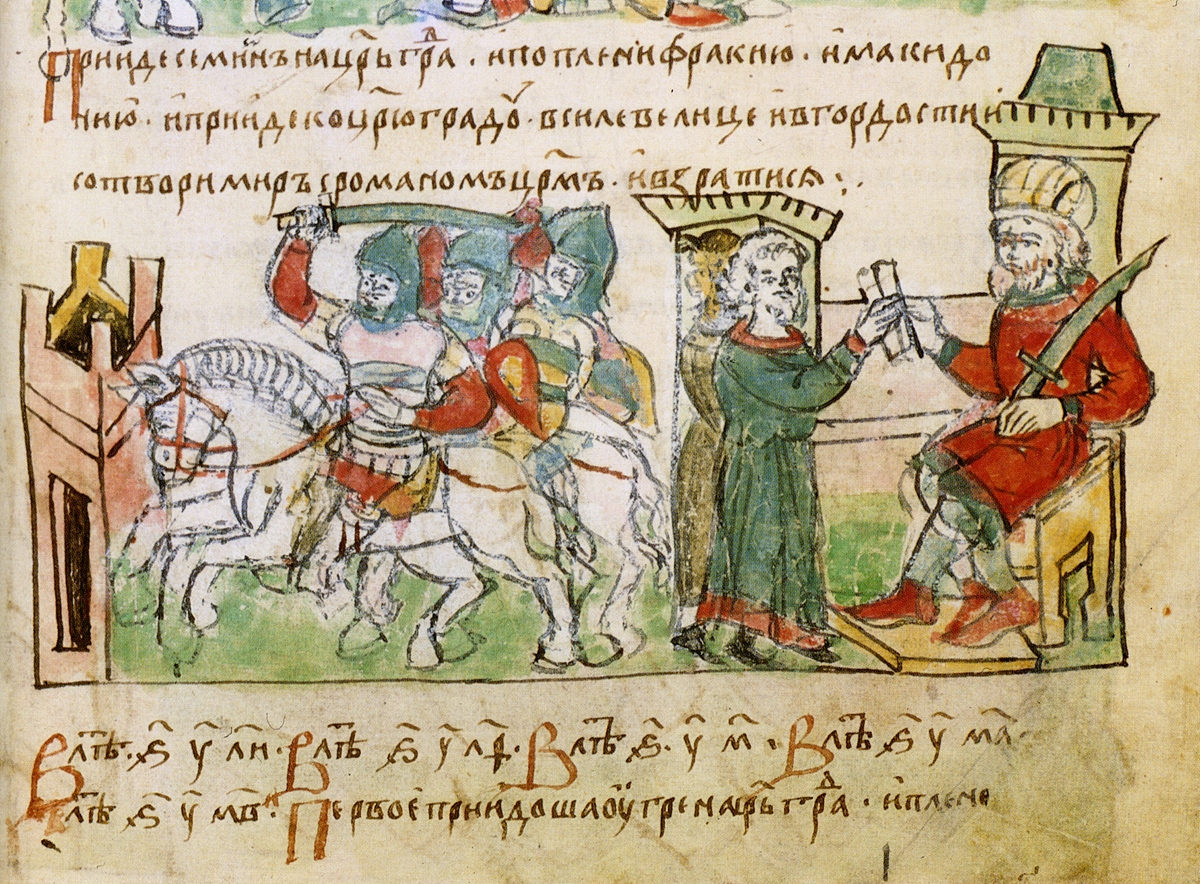
negocia com Simeão (c. 922-924).
Iluminura na Crônica de Radzivill

Incapaz de tomar o trono bizantino por meios diplomáticos, o enfurecido Simeão novamente teve que guerrear para impor sua vontade. Entre 920 e 922, a Bulgária aumentou a pressão sobre os bizantinos, realizando campanhas no ocidente — da Tessália e chegando até o istmo de Corinto — e no oriente — na Trácia chegando até o Dardanelos, onde cercou Lâmpsaco. As forças de Simeão apareceram às portas de Constantinopla em 921 depois de terem capturado novamente Adrianópolis e exigiram a deposição de Romano. No ano seguinte, enviou Caucano e Menico para confrontar os bizantinos em Pegas e com essa nova vitória, os búlgaros incendiaram quase todo o Chifre de Ouro e capturaram Bizie. Enquanto isso, os bizantinos tentaram incitar os sérvios contra Simeão, mas o cã reagiu primeiro e substituiu Paulo por Zacarias, que estava refugiado em Constantinopla até ser capturado.

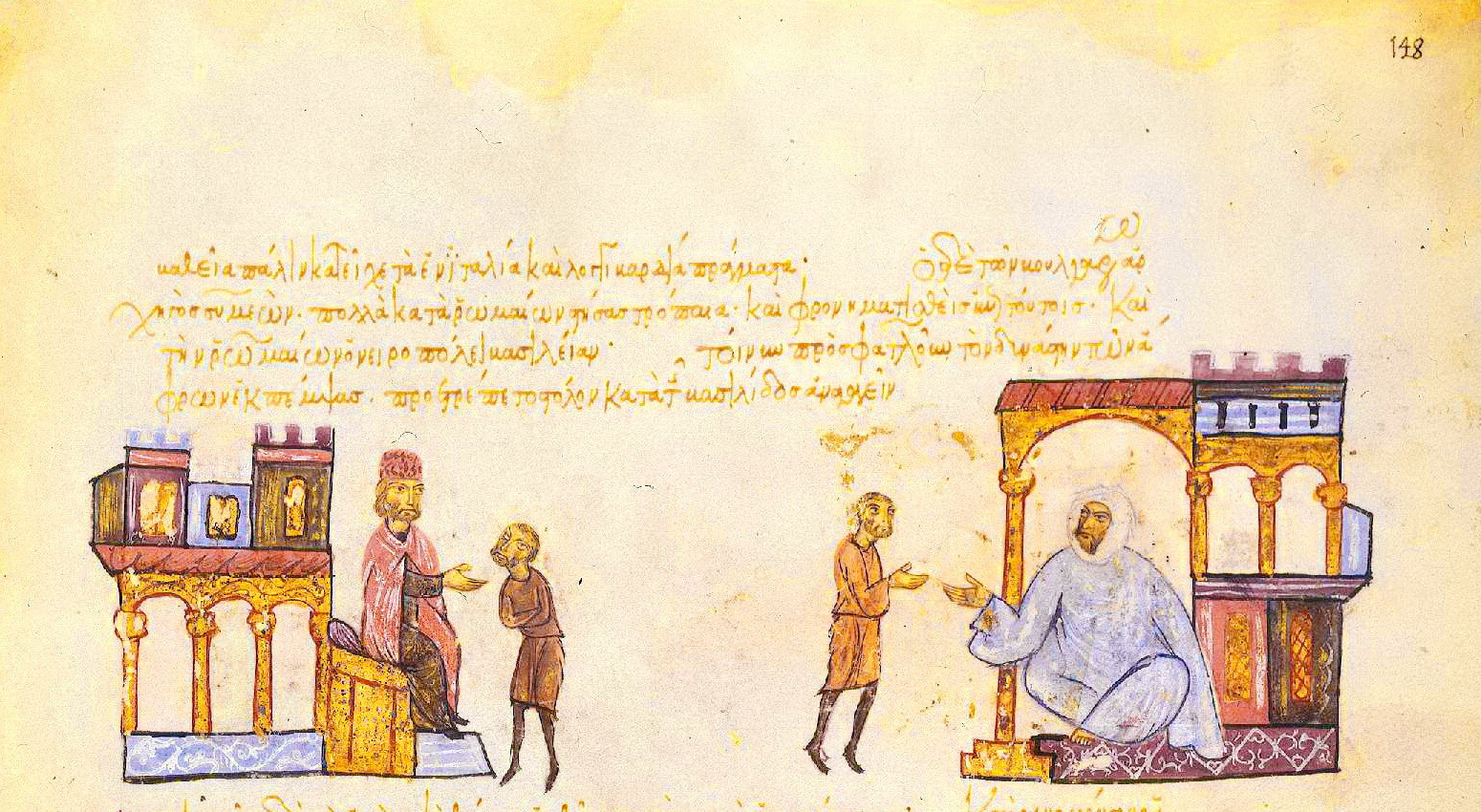
Emissários de Simeão consultam o califa fatímida Abedalá Almadi Bilá na esperança de conseguirem firmar uma aliança que permitisse aos búlgaros utilizar a poderosa marinha árabe.
Iluminura do Escilitzes de Madri

Desesperado para conquistar Constantinopla, Simeão arquitetou uma grande campanha para 924 e enviou emissários ao califa fatímida Abedalá Almadi Bilá na tentativa de utilizar sua poderosa marinha no ataque. O califa concordou e enviou seus próprios emissários aos búlgaros para acertar os detalhes. Porém, os enviados foram capturados pelos bizantinos na Calábria e Romano, ao saber do plano, ofereceu a paz e generosos presentes aos árabes, arruinando a aliança de Simeão.
Na Sérvia, Zacarias foi persuadido pelos bizantinos a se revoltar e recebeu o apoio de muitos búlgaros insatisfeitos com as incessantes campanhas de Simeão contra o Império Bizantino. O cã enviou suas tropas, novamente sob o comando de Sigritzes e Marmais, mas elas foram derrotadas e os dois comandantes, decapitados, o que forçou Simeão a um armistício com os bizantinos para poder se concentrar na revolta. Ele enviou um novo exército, desta vez encabeçado por Cnemo, Hemneco e Etzbóclias, e acompanhado do príncipe pretendente Tzéstlabo, para depor Zacarias, que fugiu à Croácia. Depois desta vitória, a nobreza sérvia foi convocada pelo novo príncipe a jurar-lhe lealdade pessoalmente na Bulgária. Porém, ele não apareceu, todos os nobres foram presos e decapitados e a Bulgária anexou diretamente a Sérvia.
No verão de 924, Simeão conseguiu novamente chegar até Constantinopla e exigiu se encontrar com o patriarca e com o imperador. Ele conversou com Romano no Chifre de Ouro em 9 de setembro e acordou uma trégua cujos termos exigiam o pagamento de um tributo anual pelos bizantinos aos búlgaros. Em troca, Simeão teria que devolver algumas cidades na costa do mar Negro. Durante a conversa, diz-se que duas águias foram vistas no céu, primeiro juntas e depois separadas, uma voando para Constantinopla e a outra à Trácia, o que foi entendido como um sinal da impossibilidade de reconciliação entre os dois imperadores. Em sua descrição do encontro, Teófanes Continuado menciona que "os dois 'imperadores' [...] conversaram", o que pode indicar que os bizantinos passaram a reconhecer novamente as alegações imperiais de Simeão.

### Guerra contra a Croácia e os anos finais
Provavelmente depois (ou possivelmente na mesma época) da morte do patriarca Nicolau I Místico em 925, Simeão elevou o estatuto da Igreja Búlgara ao de patriarcado. O ato pode estar relacionado aos contatos diplomáticos do imperador com o papado entre 924 e 926 nos quais ele exigiu (e recebeu) do papa João X o reconhecimento de seu título de "imperador dos romanos", idêntico ao imperador bizantino, e, possivelmente, a confirmação do estatuto patriarcal do líder da Igreja Búlgara.
Em 926, as forças de Simeão, comandadas por Alogobotur, invadiram a Croácia, aliada dos bizantinos, mas foram completamente derrotados pelo exército do rei Tomislau I da Croácia na Batalha do Planalto Bósnio. Temendo uma retaliação, Tomislau I aceitou abandonar sua aliança com os bizantinos e, com a ajuda do legado papal Madalberto, firmou uma paz com base no status quo ante bellum. Nos últimos meses de sua vida, Simeão estava preparando um novo cerco a Constantinopla apesar dos desesperados apelos de paz por parte de Romano.
Em 27 de maio de 927, Simeão morreu de ataque cardíaco em seu palácio em Preslava. Os cronistas bizantinos relatam uma lenda segundo a qual o cã morreu na mesma hora que Romano decapitou uma estátua de Simeão.
Ele foi sucedido por seu filho Pedro I, com Jorge Sursúbulo, o tio materno do rapaz, servindo-lhe como regente. Como parte do tratado de paz que búlgaros e bizantinos firmaram em outubro de 927 — e confirmado pelo casamento de Pedro com Maria (Irene), uma neta de Romano-, as fronteiras existentes foram confirmadas assim como a dignidade imperial do governante búlgaro e o estatuto patriarcal da Igreja da Bulgária.

## Cultura e religião

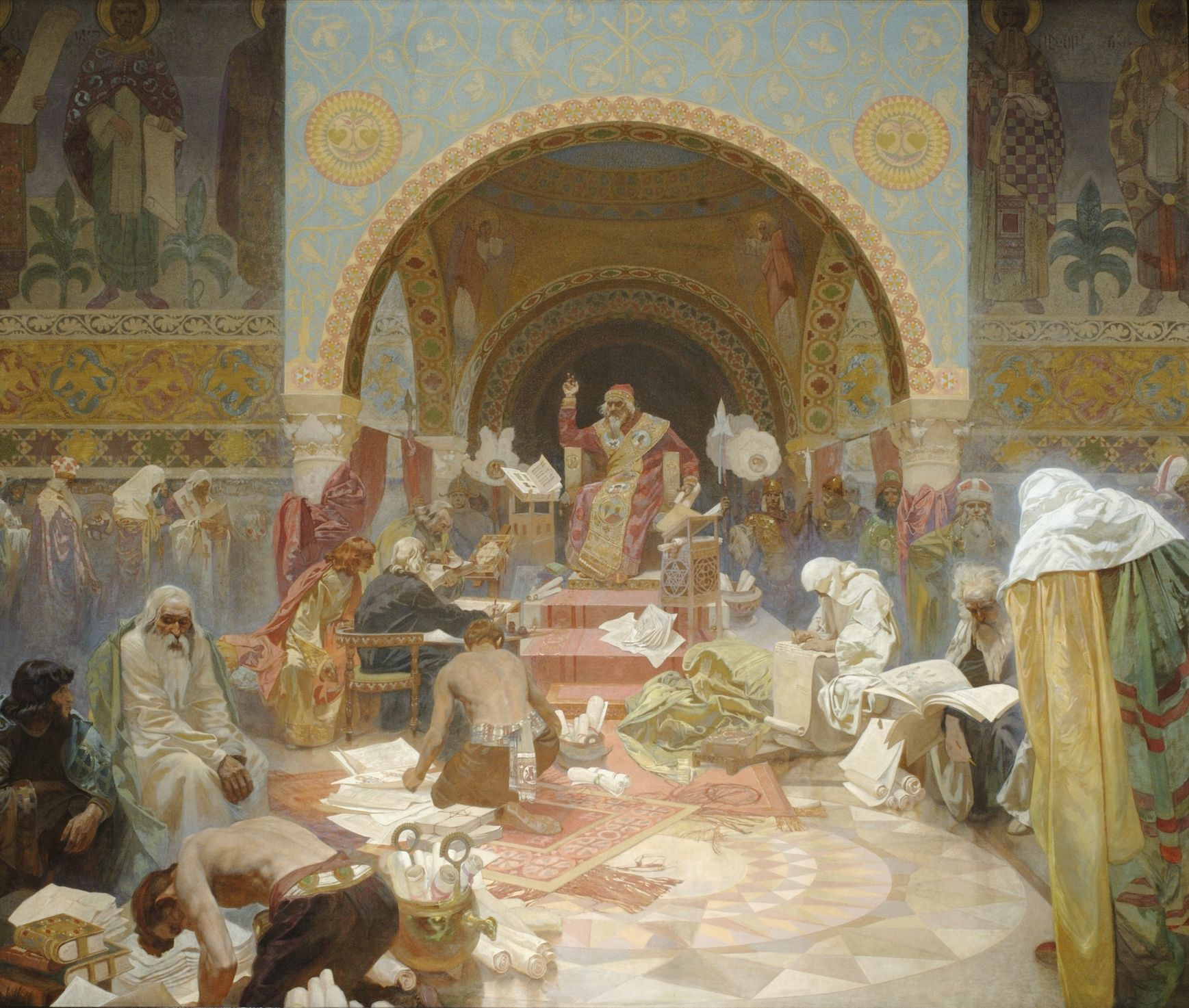
Simeão, a "Estrela da manhã da literatura eslava"
1923. Por Alfons Maria Mucha, atualmente em Praga, República Tcheca

Durante o reinado de Simeão, a Bulgária alcançou o seu apogeu cultural, tornando-se o centro literário e espiritual da Europa eslava. Simeão continuou a política cultural de Bóris I, de consolidar e disseminar a cultura eslava; e de atrair acadêmicos e escritores. Foi na Escola Literária de Preslava e na Escola Literária de Ácrida, ambas fundadas por Bóris, que se concentrou a produção literária búlgara do período.
O período final do século IX e início do século X constitui o mais antigo e o mais produtivo da literatura medieval búlgara. Tendo passado seus primeiros anos em Constantinopla, Simeão introduziu a cultura bizantina à corte búlgara ao mesmo tempo que conseguiu evitar a assimilação cultural através do poderio militar e da autonomia religiosa. Os discípulos de Cirilo e Metódio, entre eles Clemente de Ácrida, Naum e Constantino de Preslava, continuaram o trabalho educacional na Bulgária, traduzindo diversos textos cristãos, como a Bíblia e as obras de João Crisóstomo, Basílio de Cesareia, Cirilo de Alexandria, Gregório de Nazianzo e Atanásio de Alexandria, e também as crônicas histórias como as de João Malalas e Jorge Hamartolo, ao búlgaro. O reinado de Simeão também testemunhou a produção de diversos trabalhos teológicos e seculares originais, como os "Seis Dias" (Šestodnev) de João, o Exarca, a "Prece Alfabética" e a "Proclamação do Santo Evangelho" de Constantino de Preslava e "Um Relato sobre as Epístolas" de Černorizec Hrabǎr. A contribuição do próprio Simeão a este florescimento literário foi elogiada por seus contemporâneos, como é o caso do "Louvor ao Czar Simeão", preservado na coleção Zlatostruj, e a "Coleção de Simeão", cujo adendo foi escrito pelo próprio Simeão.
Simeão transformou sua nova capital, Preslava, num magnífico centro religioso e cultural cujo objetivo não era ser apenas uma fortaleza militar e a residência do imperador, mas também uma demonstração da evolução búlgara. Com suas mais de vinte igrejas com abóbadas de cruz inscrita, diversos mosteiros, um impressionante palácio real e a magnífica Igreja Dourada (ou Redonda), Preslava era verdadeiramente uma capital imperial.
O desenvolvimento da arte no período pode ser representado pelo ícone em cerâmica de Teodoro Estratelate e nos azulejos pintados no estilo de Preslava.

## Família
Simeão se casou duas vezes. Com sua primeira esposa, cuja identidade é desconhecida, teve um filho chamado Miguel (Mihail). antes de 913. Ele foi excluído da sucessão em 927 e enviado para um mosteiro. Miguel morreu em 931 logo depois de organizar uma revolta.
Com sua segunda esposa, filha do influente Jorge Sursúbulo, teve três filhos: Pedro I, que o sucedeu no trono em 927 e governou até 969; Ivã, que se revoltou contra Pedro em 928 e fugiu para Bizâncio; e Benjamim (Bajan), que, de acordo com o historiador lombardo Liuprando de Cremona, "possuía o poder de se transformar repentinamente num lobo ou outro animal estranho".
Simeão também teve várias filhas, incluindo uma que foi prometida a Constantino VII em 913 e que, portanto, nasceu antes disso. Este casamento foi anulado pela mãe de Constantino, Zoé Carbonopsina, logo que ela conseguiu retornar à corte bizantina depois de ter sido expulsa pelo tio do garoto, o imperador Alexandre.

## Legado e cultura popular
O czar Simeão I é tido como uma das mais importantes e queridas figuras histórias búlgaras e ficou em quarto lugar como "maior búlgaro de todos os tempos" no programa televisivo Velikite Bǎlgari (um spin-off do 100 Greatest Britons) em fevereiro de 2007. O último monarca búlgaro, Simeão de Saxe-Coburgo-Gota, foi batizado em sua homenagem. Nos últimos anos do domínio otomano, a popularidade de Simeão I cresceu muito e ele era visto como um exemplo no período conhecido como "Despertar Búlgaro". Uma marca fina de rakia (uma bebida destilada muito popular nos Bálcãs), Car Simeon Veliki, também traz o nome de Simeão e um pico na Antártida, na ilha Livingston (parte das ilhas Xetlândia do Sul) recebeu da Comissão Búlgara para os Topônimos Antárticos o nome de "Pico Simeão".
Simeão, o Grande, também aparece regularmente em obras de ficção. O escritor búlgaro Ivan Vazov dedicou-lhe um poema patriótico infantil, "Car Simeon", que recebeu depois um arranjo musical, "Kraj Bosfora šum se vdiga" ("Um Clamor se Ergue no Bósforo"). Uma série dramática de onze episódios filmada em 1984, Zlatnijat vek ("Era de Ouro"), reconta a história do reinado de Simeão, que foi interpretado por Marius Donkin. A pintura "O Czar Búlgaro Simeão" faz parte da obra de 20 telas de Alfons Mucha, "O Épico Eslavo".